# José Benavidez Jr.
José Luis Benavidez Jr. (nacido el 15 de mayo de 1992) es un boxeador profesional mexicano-estadounidense. Actualmente pelea en peso wélter. Es hijo del entrenador José Benavidez Sr.

## Primeros años
Benavidez nació en Panorama City, California. En agosto de 2016 fue herido de bala mientras paseaba a su perro en Phoenix.

## Carrera amateur
Benavidez Jr. fue once veces campeón nacional, incluyendo dos veces los Guantes de Plata, calificando para la olimpiada juvenil y ganando un sitio en el equipo nacional de los Estados Unidos. Benavidez también fue campeón en 2009 de los Guantes Dorados en peso wélter, siendo el campeón más joven en conseguirlo a los 16 años de edad. Luchó por el título de campeonato nacional en 2010 de los Guantes Dorados, pero perdió la final 11-9 contra Frankie Gómez.

## Compañeros de sparring
Algunos de los boxeadores con los que José ha hecho sparring son: Manny Pacquiao, Amir Khan, Timothy Bradley, Shawn Porter, y Yori Chico Campas.

## Carrera profesional
José está considerado como un prodigio del boxeo y futura estrella del deporte de los puños. Ha sido comparado con el campeón invicto Floyd Mayweather Benavidez Jr. firmó un contrato multianual con el promotor Bob Arum de Top Rank. 
Se mudó al Gimnasio de Tarjeta Salvaje en Los Ángeles para ser entrenado por Freddie Roach, quién también entrena a Manny Pacquiao y muchos otros boxeadores notables.

## Récord profesional
| 27 Victorias (18 knockouts), 2 Derrotas, 1 Empate |        |                          |        |             |                             |                                                            |                                                            |
| Res.                                              | Récord | Adversario               | Tipo   | Rd., Tiempo | Fecha                       | Ubicación                                                  | Notas                                                      |
| Derrota                                           | 27-2-1 | Danny García MD          | 12     | 30-07-2022  | Barclays Center, Nueva York |                                                            |                                                            |
| Empate                                            | 27-1-1 | Francisco Emanuel Torres | Empate | 10          | 13-11-2021                  | CHI Health Center, Omaha, Nebraska, EE. UU.                |                                                            |
| Derrota                                           | 27-1   | Terence Crawford         | TKO    | 12 (12)     | 13-10-2018                  | CHI Health Center, Omaha, Nebraska, EE. UU.                | Por el título mundial de la WBO del peso wélter.           |
| Victoria                                          | 27–0   | Frank Rojas              | KO     | 1 (10)      | 2018-06-09                  | MGM Grand Garden Arena, Las Vegas, Nevada, Estados Unidos  |                                                            |
| Victoria                                          | 26–0   | Matthew Strode           | TKO    | 8 (8)       | 2018-02-03                  | Bank of America Center, Corpus Christi                     |                                                            |
| Victoria                                          | 25–0   | Francisco Santana        | UD     | 10          | 2016-07-23                  | MGM Grand Garden Arena, Las Vegas, Nevada                  |                                                            |
| Victoria                                          | 24–0   | Sidney Siqueira          | UD     | 10          | 2015-12-12                  | Convention Center, Tucson, Arizona                         |                                                            |
| Victoria                                          | 23–0   | Jorge Páez Jr.           | TKO    | 12 (12)     | 2015-05-15                  | US Airway Centre, Phoenix, Arizona                         | Retiene el título interino de la WBA del peso superligero. |
| Victoria                                          | 22–0   | Mauricio Herrera         | UD     | 12          | 2014-12-13                  | The Cosmopolitan of Las Vegas, Chelsea Ballroom, Las Vegas | Gana el título interino de la WBA del peso superligero.    |
| Victoria                                          | 21–0   | Henry Aurad              | TKO    | 1 (8)       | 2014-07-26                  | Celebrity Theater, Phoenix                                 | Ganó el título vacante de la NABF del peso superligero.    |
| Victoria                                          | 20–0   | Angel Hernández          | UD     | 6           | 2014-05-17                  | Selland Arena, Fresno                                      |                                                            |
| Victoria                                          | 19–0   | Prince Doku Jr.          | UD     | 6           | 2014-03-29                  | Texas Station Casino, Las Vegas                            |                                                            |
| Victoria                                          | 18–0   | Abraham Álvarez          | TKO    | 2 (1:12)    | 2013-11-16                  | Avi Resort & Casino, Laughlin, Nevada                      |                                                            |
| Victoria                                          | 17–0   | Pavel Míranda            | UD     | 8           | 2012-10-13                  | The Home Depot Center, Carson, California                  |                                                            |
| Victoria                                          | 16–0   | Javier Loya              | TKO    | 4 (1:41)    | 2011-07-21                  | Estación de Texas, Norte de Las Vegas, Nevada              |                                                            |
| Victoria                                          | 15–0   | Josh Sosa                | UD     | 6           | 2011-05-26                  | Casino Del Sol, Tucson, Arizona                            |                                                            |
| Victoria                                          | 14–0   | Samuel Santana           | UD     | 6           | 2011-11-12                  | MGM Grand, Las Vegas, Nevada                               |                                                            |
| Victoria                                          | 13–0   | Dedrick Bell             | KO     | 1 (1:29)    | 2011-09-17                  | BlueWater Casino & de recurso, Parker, Arizona             |                                                            |
| Victoria                                          | 12–0   | Corey Alarcon            | TKO    | 4 (1:02)    | 2011-06-11                  | Wild Horse Pass Casino, Chandler, Arizona                  |                                                            |
| Victoria                                          | 11–0   | James Hope               | TKO    | 5 (1:43)    | 2011-05-07                  | MGM Grand, Las Vegas, Nevada                               |                                                            |
| Victoria                                          | 10–0   | Fernando Rodríguez       | UD     | 6           | 2011-01-22                  | Texas Station, Norte de Las Vegas, Nevada                  |                                                            |
| Victoria                                          | 9–0    | Winston Mathis           | TKO    | 3 (2:23)    | 2010-11-13                  | Cowboys Stadium, Arlington, Texas                          |                                                            |
| Victoria                                          | 8–0    | Manuel Delcid            | TKO    | 2 (0:41)    | 2010-09-11                  | Palms Casino Resort, Las Vegas, Nevada                     |                                                            |
| Victoria                                          | 7–0    | Josh Beeman              | TKO    | 1 (1:20)    | 2010-06-26                  | Alamodome, San Antonio, Texas                              |                                                            |
| Victoria                                          | 6–0    | Ronnie Peterson          | TKO    | 1 (2:46)    | 2010-05-29                  | UIC Pabellón, Chicago, Illinois                            |                                                            |
| Victoria                                          | 5–0    | Arnoldo Pacheco          | TKO    | 1 (1:43)    | 2010-05-08                  | La Feria de San Marcos, Aguascalientes, México             |                                                            |
| Victoria                                          | 4–0    | Scott Paul               | TKO    | 2 (1:30)    | 2010-04-10                  | Hard Rock Hotel and Casino, Las Vegas, Nevada              |                                                            |
| Victoria                                          | 3–0    | Bobby Cerro              | TKO    | 3 (2:59)    | 2010-03-12                  | Gaylord Hotel, Grapevine, Texas                            |                                                            |
| Victoria                                          | 2–0    | John Michael Vega        | TKO    | 1 (1:07)    | 2010-02-14                  | Las Vegas Hilton, Las Vegas, Nevada                        |                                                            |
| Victoria                                          | 1–0    | Steven Cox               | TKO    | 1 (1:21)    | 2010-01-16                  | Hard Rock Hotel and Casino, Las Vegas, Nevada              | Debut profesional                                          |